# Mama...¡Yo quiero un novio!
«Mama...¡Yo quiero un novio!» es un tango cuya letra pertenece a Roberto Fontaina en tanto que la música es de Ramón Collazo, que fue grabado por Alberto Vila el 2 de septiembre de 1928 y por Roberto Díaz el 17 de diciembre del mismo año.  La protagonista, en tono festivo, se refiere a las condiciones que pretende tenga el novio que busca.

## Creación
Roberto Fontaina ( Montevideo, Uruguay, 3 de enero de 1900 – ídem, 15 de febrero de 1963 ) fue un letrista y comediógrafo  autor de algunos tangos de gran difusión como Garufa y Niño bien, entre otros, con la fórmula de los tangos que estaban de moda, pero en forma satírica, reaccionando así contra una tendencia del tango que estimaban demasiado melodramática
Ramón Collazo ( Montevideo, Uruguay – ídem, 16 de julio de 1981), cuyo nombre completo era Ramón Collazo Patalagoiti y que tenía el apodo de El Loro fue un pianista y compositor dedicado al género del tango, autor de la música de éxitos como Pato, Araca París y Agua florida.
Ambos autores formaron parte del grupo conocido como la Troupe ateniense, una asociación que se formó en 1922, por mano de un grupo de estudiantes universitarios de derecho, y actuó hasta 1930. Los espectáculos de la Troupe que se solían estrenar en primavera, estaban compuestos de breves escenas cómicas y partes musicales. El carácter de las mismas era abiertamente paródico, ironizando a menudo sobre personas o eventos de moda y adoptando el travestismo (los atenienses eran todos hombres).

## Comentarios
Se ha escrito que es un tango que responde a lugares comunes falazmente pergeñados para el género.
Fue un gran éxito de la cancionista japonesa Ranko Fujisawa, que lo grabó en 1954 para el sello T.K en una curiosa versión donde mezcla la letra original con otra  en japonés y el 17 de marzo de 1964 lo volvió a grabar con la orquesta de Miguel Caló para el sello Odeon.

## Léxico del tango
- Gomina: marca de un fijador para el cabello que por su popularidad a partir de década de 1920 se convirtió en el nombre genérico del producto. Por extensión, hombre atildado, especialmente respecto de su peinado.[3]
- Niño bien:  joven de familia acomodada, presuntuoso y superficial.
- Fifí: individuo afectado, bien vestido y algo afeminado.[4]
- piba: muchacha.
- Compadrón: compadrito, hombre popular, jactancioso, provocativo, pendenciero, afectado en sus maneras y en su vestir.
- mina: mujer.
- Chamuyo: conversación, charla.[5]
- Gacho: encorvado, inclinado hacia la tierra.
- (Ser un) pato: persona pobre, sin recursos.